# Klaus-Dieter Heitmann
Klaus-Dieter Heitmann (* 22. August 1955) ist ein ehemaliger deutscher Fußballspieler. 

## Karriere
Der als linker Außenstürmer eingesetzte Heitmann gewann mit dem VfL Stade 1979 unter Trainer Gerd Mewes den Meistertitel in der Verbandsliga Hamburg und zog mit der Mannschaft dadurch in die Aufstiegsrunde zur Oberliga Nord ein. In dieser wurde mit zwei Siegen, zwei Unentschieden sowie zwei Niederlagen aber der Sprung in die höhere Spielklasse verpasst. Heitmann wechselte zur Saison 1979/80 gemeinsam mit Bernd Krehl aus Stade zum Zweitliga-Aufsteiger OSC Bremerhaven. Heitmann wurde in 19 Begegnungen der 2. Fußball-Bundesliga eingesetzt und erreichte mit dem OSC dabei jeweils fünf Siege und Unentschieden sowie neun Niederlagen. Ein Torerfolg gelang Heitmann in der 2. Bundesliga nicht. Nach einem Spieljahr in Bremerhaven ging er zum VfL Stade zurück, für den er wieder in der Verbandsliga spielte.